# Guerre préventive

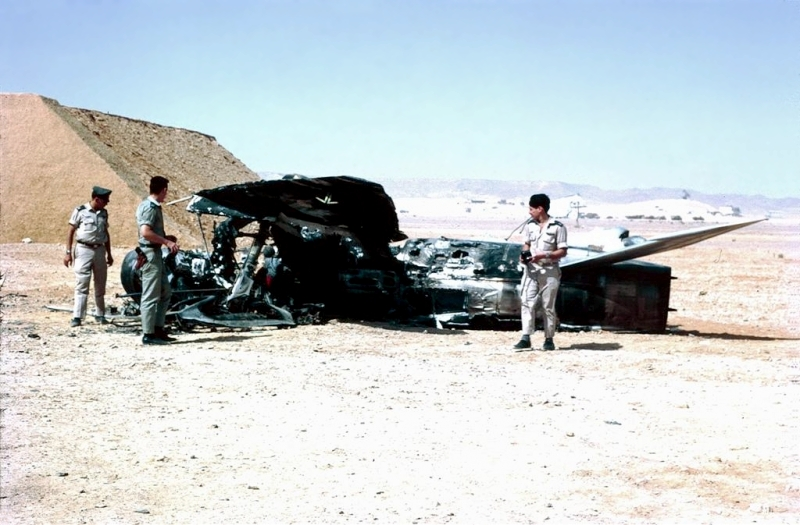
Mig 21 égyptien abattu par les forces armées israéliennes durant la guerre des 6 jours

Une guerre préventive est une guerre à l’initiative d’une armée ou d’une coalition, qui est convaincue qu'un conflit futur est inévitable, bien que non imminent. Pour l'attaquant, la guerre préventive vise à prévenir un basculement de l'équilibre des puissances en prenant l'initiative. La guerre préventive n'est pas la guerre préemptive, qui est le fait d'attaquer le premier quand une attaque est imminente.
Dû au caractère spéculatif de la guerre préventive et à la très grande subjectivité de l'évaluation de la menace, ce type de guerre est considéré illégal par le droit international. Qualifier une guerre  de préventive, préemptive ou d'agression est un débat très complexe et non exempt de parti pris.

## Caractéristiques
La justification de la guerre préventive est typiquement contrefactuelle et se place dans le cadre de la polémologie.
Au lieu d’attendre qu’elle soit imminente, la guerre préventive vise à éliminer la menace avant qu’elle soit formée. La motivation d’une guerre préventive est donc la crainte  du déclin  de la puissance militaire vis-à-vis de celle de l’adversaire perçue comme ascendante. Elle n’engloberait pas toutes les réactions anticipées, mais celles découlant d’une modification défavorable de l'équilibre des puissances[pas clair]. Ce déclin, s'il s’averait, impliquerait  une transformation profonde du statut politique, militaire, économique et parfois même culturel de l'attaquant, si bien que pour l'éviter dans un avenir potentiel, une guerre est inéluctable. En bref, l’attaquant est davantage concerné par la minimisation des pertes dues à son déclin possible que par la maximisation des gains dus à sa position dominante actuelle.
La guerre préventive a, d'un point de vue stratégique, pour objectif de tirer avantage d’une position de supériorité offensive face à son adversaire tout en évitant un risque de vulnérabilité causée par le déclin de sa   propre capacité défensive. Les arguments pour une guerre préventive sont non seulement  l’amplitude du déclin de puissance, mais également d’autres variables indépendantes comme la probabilité d’une guerre dans l'avenir, l’inévitabilité de l'inversion de domination et l’accroissement des capacités militaires de l’opposant. En frappant préventivement, l’État en déclin pourrait ainsi maintenir à court terme sa position dominante dans le système international. Finalement, la prévention a pour objectif soit de détruire certaines des capacités militaires de l’adversaire afin de les garder, dans l’ensemble, clairement inférieures, soit de  briser l’État menaçant afin qu’il ne représente plus une menace.
Sur un strict aspect géopolitique, la notion de guerre préventive se justifie dans le cadre de la théorie des dominos.
La dernière guerre invoquée comme préventive est l'attaque de l'Irak par les États-Unis, c'est du moins la justification qui en a été donnée, car c'est un pilier de la doctrine Bush ; de fait, cela a popularisé l'expression.

## Légalité et moralité de la guerre préventive
L'expression Guerre préventive (preventive war en anglais) contient dans sa formulation même l'idée qu'une guerre d'agression peut être juste, tandis que le pays qui en est la victime, la qualifie évidemment de « guerre d'agression ».
Il y a un consensus qu'une guerre préventive « va au-delà de ce qui est acceptable au regard du droit international » et n'a aucune base légale. Alors que les Nations unies étaient prêtes à rejeter totalement le concept, elles ont affirmé que s'il n'y avait aucun droit pour un État de mener une guerre préventive mais que s'il y avait de bonne raisons d'en mener une, c'était au Conseil de sécurité des Nations unies d'en décider.
La guerre préventive ne répond pas à une agression ou à une menace d'agression, car par définition l'agression ou la menace n'existe pas (« pas encore » aux yeux de l'État lançant la guerre préventive). La plupart du temps, elle n'est pas autorisée par le Conseil de sécurité des Nations unies. Pour ces raisons, une guerre préventive est illégale au regard du droit international depuis 1945. L'État qui engage une guerre préventive est signataire de la Charte des Nations unies et s'est donc engagé à ne pas mener de guerre, sauf défensive ou après y avoir été autorisé par le Conseil de sécurité. En menant sa guerre préventive, il enfreint le traité qu'il a ratifié et se met lui-même hors la loi. La possibilité que les dirigeants responsables de la guerre préventive puissent être poursuivis devant la Cour pénale internationale pour crime d'agression reste pour l'heure théorique, étant donné la difficulté pratique d'une telle évolution.
Selon les mécanismes de la Charte des Nations unies, le Conseil de sécurité devrait qualifier cette action de guerre préventive comme une atteinte à la sécurité internationale et, le cas échéant, autoriser les autres membres des Nations unies, y compris l'État agressé par la guerre préventive, à utiliser la force militaire pour mettre fin à l'action de l'État agresseur. Ce schéma ne peut, par la force des choses, entrer dans les faits lorsque l'État en guerre préventive est un membre permanent du Conseil de sécurité détenant un droit de veto sur les décisions du Conseil.
Ce concept est décrié par certains pour des raisons morales ou religieuses : en décembre 2002, le pape Jean-Paul II condamne l'idée d'une guerre préventive et se prononce pour une « organisation constitutionnelle de la famille mondiale ». Mgr Renato Martino, président du Conseil pontifical Justice et Paix affirme que « la guerre préventive est une guerre d'agression et n'entre pas dans la définition de la guerre juste » sans démontrer par ailleurs les liens qui pourraient exister entre les deux notions.

## Exemples de guerres qualifiées de préventives
- Dans l'Antiquité, après la défaite de Carthage dans la deuxième guerre punique, certains hommes politiques romains sont favorables à une politique conciliante envers Carthage tandis que d'autres, en particulier Caton l'Ancien, s'inquiètent de son rapide relèvement économique et démographique et présentent comme une nécessité préventive la destruction de la ville (Delenda Carthago, « Il faut détruire Carthage ! ») : en 149 av. J.-C., le Sénat adresse aux Carthaginois une série d'ultimatums pour qu'ils remettent 300 otages, puis livrent leurs éléphants de guerre, armures et artillerie, et enfin qu'ils abandonnent leur ville pour aller s'établir à l'intérieur des terres ; les Carthaginois se décident alors à une guerre inévitable ; leur ville est finalement détruite après un siège de trois ans (149 - 146 av. J.-C.)[6].
- Dans son discours Des provinces consulaires, plaidoyer en faveur du maintien du commandement de Jules-César en Gaule, Cicéron présente celui-ci comme le meilleur, le seul moyen d'en finir avec la menace séculaire que les barbares gaulois font peser sur l'Italie[7].
- La guerre du Pacifique, qui oppose les États-Unis à l'empire du Japon et commence par l'attaque de Pearl Harbor, est envisagée par les dirigeants japonais comme une guerre préventive car l'embargo américain sur le pétrole aurait rapidement affaibli les capacités militaires du Japon et l'aurait obligé à abandonner ses conquêtes en Asie[8].
- La guerre des Six Jours est présentée comme une guerre préventive par l'État israélien après le déploiement des forces égyptiennes dans le Sinaï et la fermeture du golfe d'Aqaba, et une guerre d'agression par les États arabes.
- La guerre d'Irak a été qualifiée de guerre préemptive par l'administration de George W. Bush mais a été critiquée comme une guerre préventive ou d'agression, notamment par Noam Chomsky[9].
- L'invasion de l'Ukraine par la Russie en 2022 est également vue comme une « opération militaire spéciale » préventive par le président russe Vladimir Poutine[10],[11].